# Sacanta
Sacanta é um município da província de Córdova, na Argentina.